# خودروی اتصال برقی دوگانه‌سوز

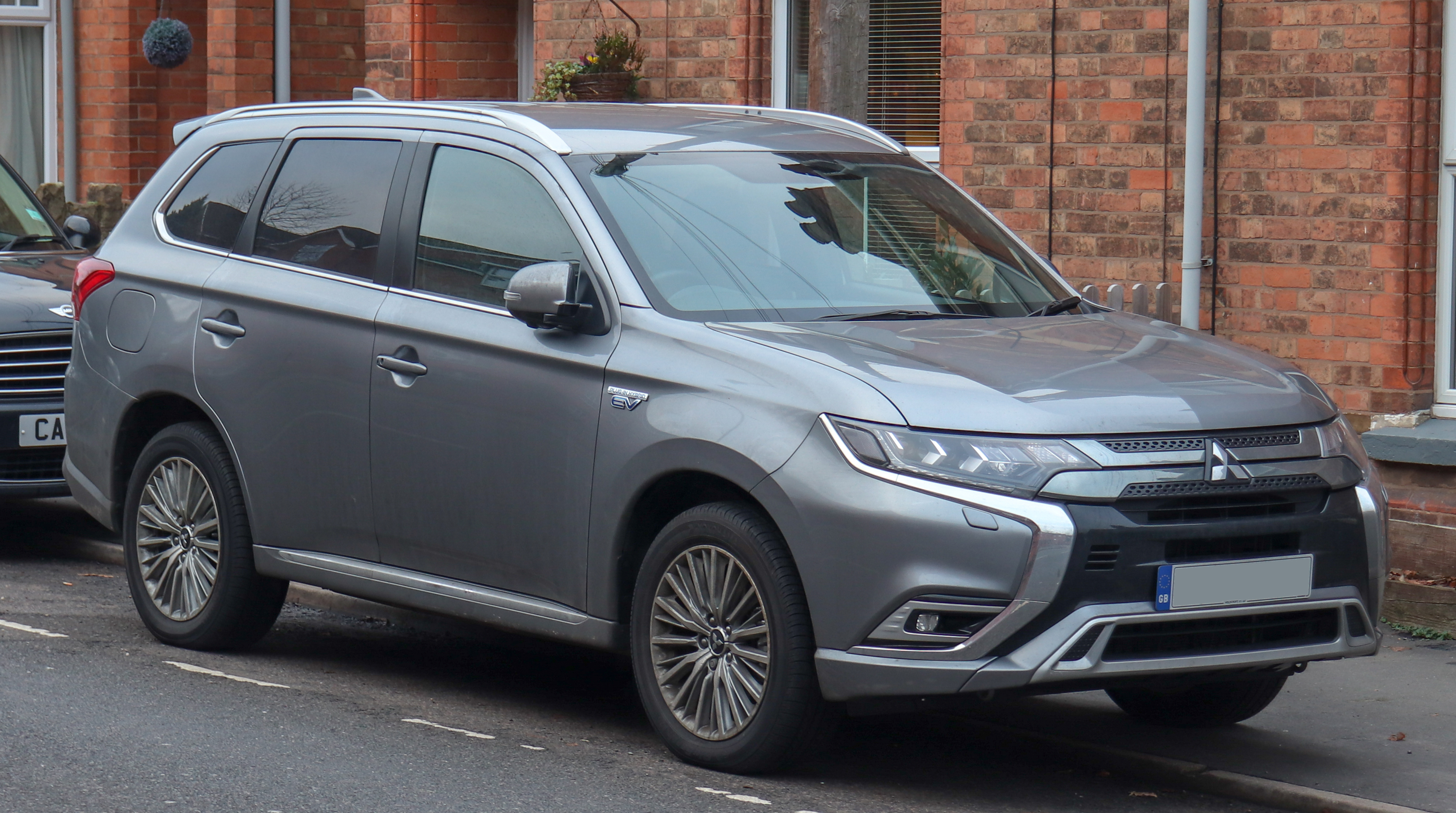
میتسوبیشی آوت‌لندر PHEV پرفروش‌ترین خودروی هیبریدی پلاگین در تمام دوران است. فروش جهانی تا سپتامبر ۲۰۲۱ به ۲۹۰٬۰۰۰ دستگاه رسید.

خودروی اتصال برقی دوگانه‌سوز (به انگلیسی: plug-in hybrid electric vehicle) (PHEV) خودروی برقی دوگانه است که باتری برقی آن را می‌توان با وصل کردن کابل شارژ به یک منبع توان الکتریکی خارجی، علاوه بر مولد الکتریکی موتور درون‌سوز آن، دوباره شارژ کرد. اکثر خودروهای پلاگین هیبریدی خودروهای سواری هستند، اما نسخه‌های PHEV از وسایل نقلیه تجاری، وانت، ون، اتوبوس، قطار، موتورسیکلت، موتورسیکلت‌های گازی و حتی خودروهای نظامی نیز وجود دارد.